# Automobile Club d'Italia
Pour les articles homonymes, voir ACI et Automobile Club.
L'Automobile Club d'Italia (également connu sous les acronymes RACI jusqu'en 1946 puis ACI) est un organisme public non économique de la République italienne.
Autofinancée et dotée de fonctions de promotion, de contrôle et d'orientation réglementaire du secteur automobile, elle fait partie de la fédération sportive affiliée au Comité national olympique italien.

## Histoire
Début novembre 1898, Roberto Biscaretti di Ruffia, Michele Lanza et Cesare Goria Gatti rédigent une circulaire adressée aux "sympathisants automobilistes" piémontais, les invitant à former un club et à assister à la réunion constitutive convoquée pour le 19 du même mois. Cette association a effectivement été fondée à Turin le 6 décembre 1898, par 19 membres, avec la raison sociale Automobile Club di Torino et avec les bureaux suivants attribués :
- Roberto Biscaretti di Ruffia, Président
- Cesare Goria Gatti, Vice-président
- Emanuele Cacherano di Bricherasio, Trésorier
- Giovanni Agnelli, Secrétaire
- Michele Ceriana Mayneri, trésorière
- Carlo Racca, chronométreur

Les autres membres fondateurs étaient Jules Blanc, Carlo Biscaretti di Ruffia, Pietro Bosio, Giovanni Battista Ceirano, Luigi Damevino, Pietro Gandolfo, Michele Lanza, Felice Leumann, Fortune Naveux, Edoardo Noyer, Salvatore Pugliese, Giuseppe Rotta et Luigi Storero.
Le siège du club se trouvait au Corso Vinzaglio 25, dans le centre historique de Turin. Son but était de réunir les propriétaires de voitures, alors peu nombreux, de les représenter auprès des autorités et, dès le début, d'organiser les premiers concours automobiles.
La naissance de l'ACI en tant qu'association nationale a eu lieu en 1905, à partir de l'union de l'Automobile Club de Turin et d'un certain nombre d'autres clubs automobiles locaux ; Turin est resté le siège, où la plus ancienne des associations était née. L'expansion de l'association, ralentie par la Première Guerre mondiale, reprend à sa fin avec l'ouverture de plusieurs branches provinciales et atteint le chiffre de 50 branches et près de 10 000 membres en 1926. Cette année-là a également été marquée par un changement important avec la transformation de l'association d'origine en une organisation à but non lucratif, en vertu du décret royal n° 436 du 15 mars 1927, qui l'a rebaptisée Reale Automobile Club d'Italia (RACI), et qui est restée en place jusqu'en 1946, lorsqu'avec la naissance de la République, le statut d'organisation à but non lucratif a été confirmé et le nom d'origine utilisé à la naissance a été restitué.
Le magazine L'Automobile est l'organe de presse officiel de l'ACI.

## Services publics offerts
En 1927, en même temps que la création de l'institution, le RACI se voit confier la gestion du Pubblico Registro Automobile (PRA) nouvellement créé.
En 2000, l'ACI, grâce au décret présidentiel n° 358 du 19 septembre 2000, a introduit le Sportello Telematico dell'Automobilista (STA), premier projet de coopération entre l'ACI et le ministère des transports, qui permet aux automobilistes d'obtenir les deux documents relatifs aux véhicules à moteur : le certificat de propriété et la mise à jour de la Carta di Circolazione (certificat d'immatriculation), en les demandant exclusivement à un guichet STA fonctionnant indifféremment auprès de l'ACI, des bureaux provinciaux de l'Autorité civile d'immatriculation des véhicules à moteur (MCTC) ou des bureaux de conseil en matière de véhicules à moteur, évitant ainsi les files d'attente inutiles auprès de deux administrations différentes.
En 2015, l'ACI a commencé à distribuer le certificat de propriété au format numérique.

## Controverses
Au cours des dernières décennies, plusieurs gouvernements, le gouvernement Prodi en 2008, le gouvernement Monti en 2012 et le gouvernement Renzi en 2016, ont d'abord annoncé la suppression de l'ACI (en faisant valoir qu'il s'agit d'une entité qui multiplie les démarches bureaucratiques et dévore 200 millions d'euros d'argent public), en engageant même les processus réglementaires correspondants, mais ont ensuite fait marche arrière, pour diverses raisons liées en tout cas aux services rendus et au réseau territorial articulé de membres, d'agences et de services fournis,,.
L'ancien ministre Pier Luigi Bersani a affirmé que "pas les avocats, ni les pharmaciens, ni les commerçants : le lobby le plus fort est l'ACI",.

## Note
1. ↑  Certificat de propriété numérique : le Conseil d'État suspend les effets du jugement du procureur.
2. ↑  (it) Mario Ajello, « Inaffondabile Aci, le lobby dei frenatori: abolizione del Pra, battaglia persa da tre governi », Il Messaggero,‎ 26 juin 2014 (lire en ligne, consulté le 22 avril 2023).
3. ↑  (it) Paolo Fantauzzi, « Ecco come il governo è riuscito a salvare il carrozzone Aci dal tracollo », La Repubblica,‎ 24 avril 2014 (lire en ligne, consulté le 22 avril 2023).
4. ↑  « Copia archiviata » (consulté le 18 septembre 2016)
5. ↑  « Inaffondabile Aci, le lobby dei frenatori: abolizione del Pra, battaglia persa da tre governi », sur www.ilmessaggero.it (consulté le 19 mars 2020)
6. ↑  « mort-aci loro, l’aci non muore mai - pure renzi viene rottamato dalla lobby più potente d’italia », sur m.dagospia.com, 10 novembre 2014 (consulté le 19 mars 2020)

## Source
- (it) Cet article est partiellement ou en totalité issu de l’article de Wikipédia en italien intitulé « Automobile Club d'Italia » (voir la liste des auteurs).